# Cambra de buit

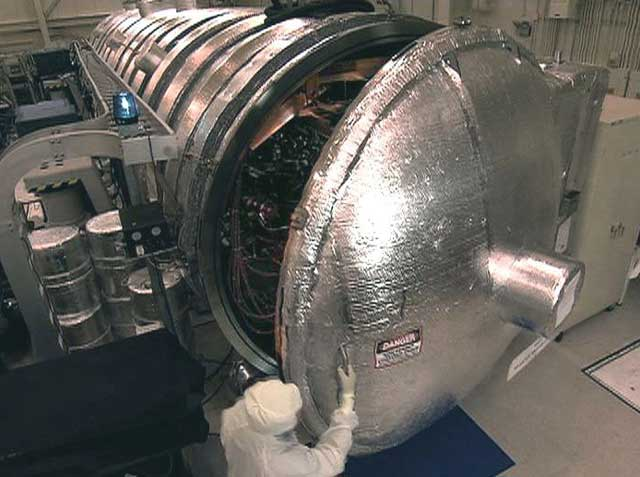
Una gran cambra de buit.

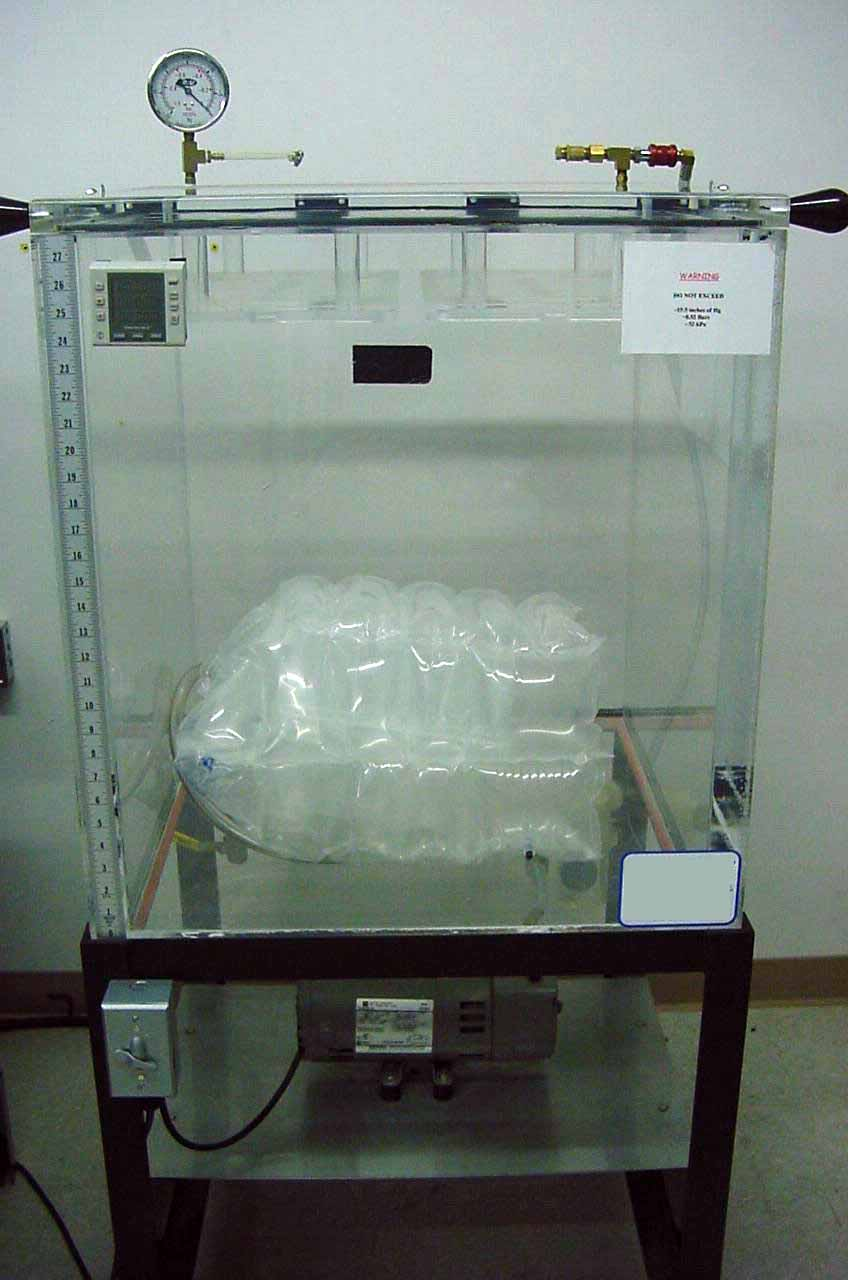
Cambra de buit per detectar fuites en el embalatge.

Una  cambra de buit  és un recipient de parets rígides del qual s'extreu l'aire i altres gasos mitjançant una bomba de buit. La baixa pressió resultant, comunament anomenada buit, permet als investigadors dur a terme experiments físics o provar dispositius mecànics que han d'operar, per exemple, en l'espai exterior. Cambres d'alumini permeten controlar que l'camp magnètic interior surti fora del buit. Per contra, les cambres fetes de molts metall eviten que els camps externs penetrin en el buit.
Les cambres solen tenir diverses portes, cobertes amb brides de buit, per permetre que els instruments o les finestres puguin ser instal·lades a les parets de la cambra. En les aplicacions de mitjà a baix buit, aquestes són segellades amb juntes tòriques de cautxú. En aplicacions de buit més alt, les brides tenen durs talls d'acer soldats en elles, que tallen una junta de coure quan la brida és cargolada.

## Aplicacions
Un tipus de cambra de buit d'ús freqüent en el camp de l'enginyeria de naus espacials és una cambra de buit tèrmic, que ofereix un ambient tèrmic que representa el que una nau espacial experimentaria en l'espai.
Un tipus de cambres de buit de mitjana intensitat (pressió de 4-5 mmHg) s'empra per a la conservació de vegetals. En fer buit es vaporitza part de l'aigua, amb el que s'aconsegueix disminuir la temperatura i mantenir-la en l'entorn dels 0 °C, sense que els vegetals es marceixin. S'utilitza també en processos de liofilització.
Cap a 1850 es van construir petites cambres de buit de vidre (tubs) amb un elèctrode metàl·lic a cada extrem i una petitíssima massa de gas al seu interior. Després aplicar un corrent d'alt voltatge van aparèixer espurnes i lluminositats dins del tub. Això va permetre arribar a descobrir l'electró. Alguns investigadors que van usar i perfeccionar aquests tubs van ser Johann Heinrich Geissler i William Crookes. Se'ls coneix també amb el nom de tubs de Crookes o tubs de raigs catòdics.